# Rai (ruilmiddel)

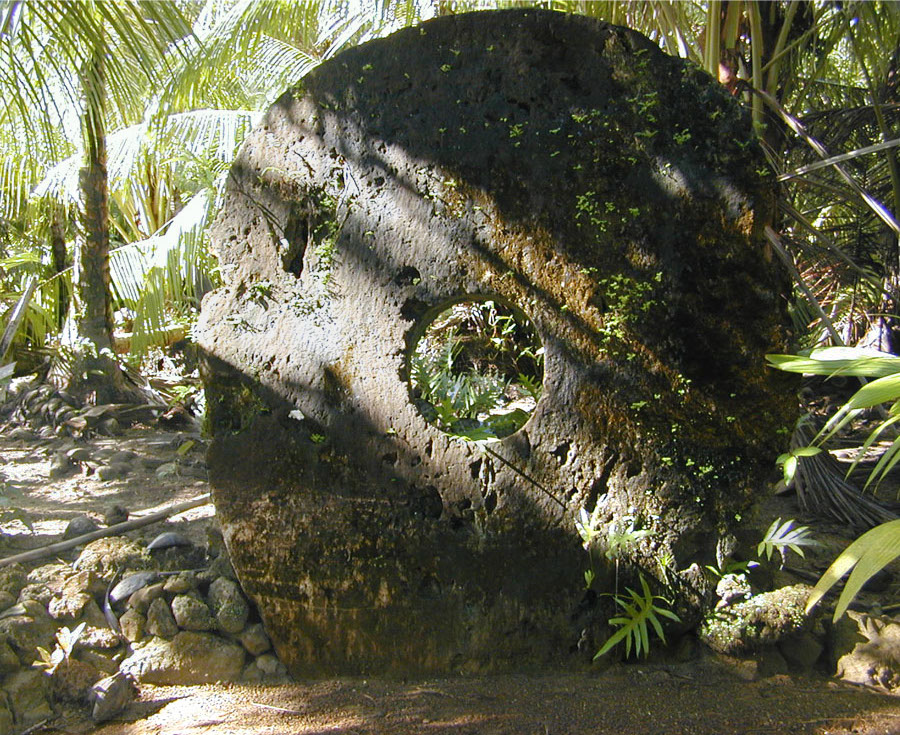
Een Rai op het eiland Yap

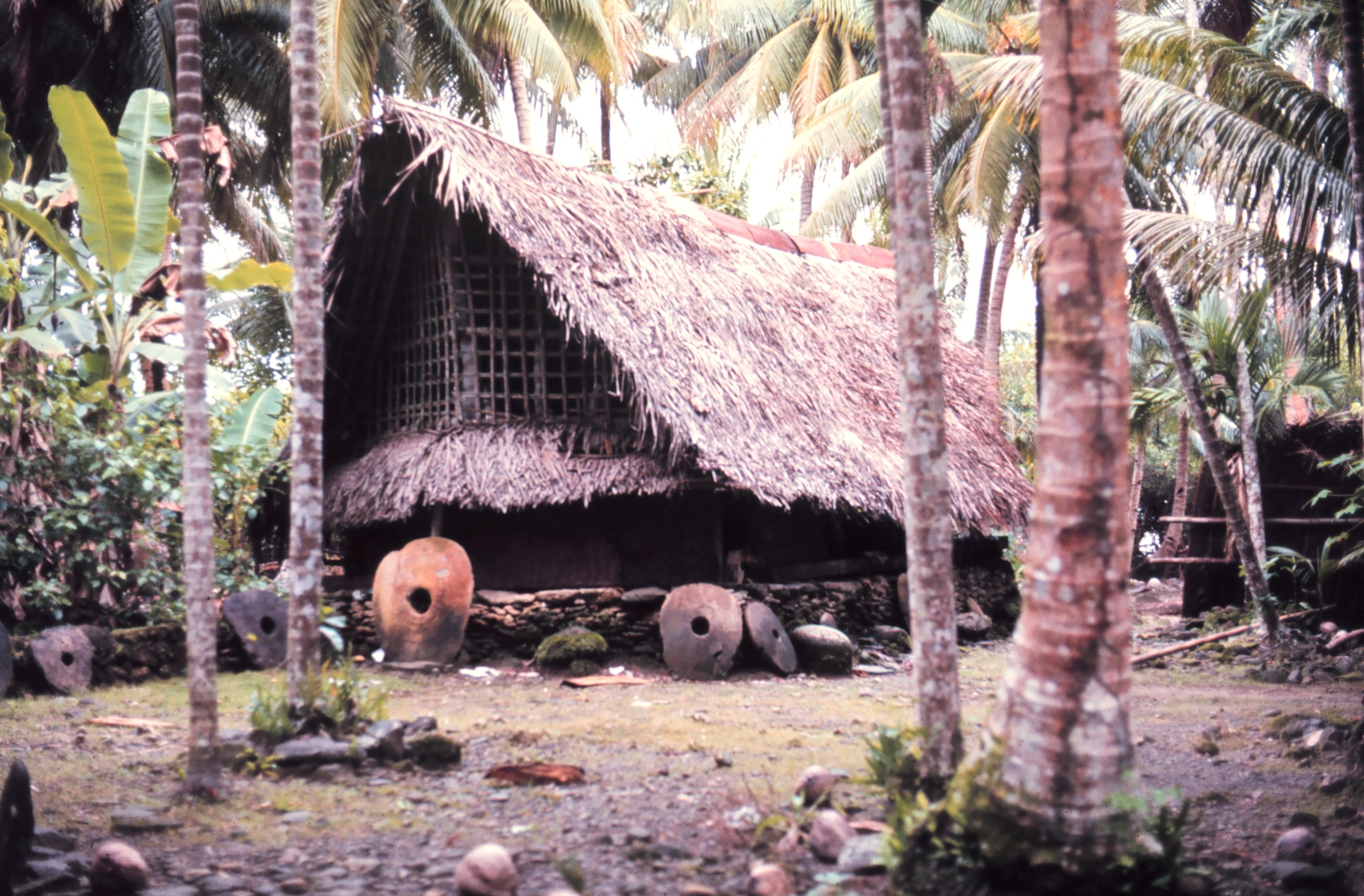
Een huis met rai-stenen eromheen. Ook op Yap.

De Rai vormden eeuwenlang de munteenheid van de Micronesische eilandengroep Yap.
Deze ronde, uit kalksteen gehakte stenen, bestaan uit het mineraal calciet. De doorsnede kon variëren van 1 tot zelfs 4 meter.
De stenen staan verspreid over de eilanden, langs de weg en tegen huizen. Ze werden zelden van plaats veranderd.

## Traditie
De rai wisselden weliswaar van eigenaar, maar aangezien ze erg moeilijk te verplaatsen waren, bleven ze op hun plaats. Iedereen in een dorp onthield van wie welke steen was en bij elke transactie waren getuigen aanwezig. Hierdoor was diefstal niet mogelijk.
De waarde van een steen hing af van een aantal factoren. Zo werd gekeken naar de grootte en de vorm maar ook naar hoe oud de rai was en de geschiedenis van de rai.
De rai werden altijd rechtop gezet. Het gold als een belediging om een rai neer te leggen of deze om te laten vallen of er op te gaan zitten. Alleen mannen mochten een rai bezitten.

## Geschiedenis
De rai werden per kano vanuit Palau ingevoerd, dat zo'n 400 km verderop ligt.
Tegen het einde van de 19e eeuw kregen de inwoners van Yap te kampen met inflatie. De Ierse schipper David Dean O'Keefe was namelijk aangespoeld en zette een handel op waarbij rai, relatief goedkoop, per schip werden ingevoerd in ruil voor kopra en zeekomkommers. Deze goederen werden in Hongkong vervolgens tegen geld verhandeld. De handel verliep zo voorspoedig dat op de eilanden een groot aantal stenen in omloop kwam.
Intussen zijn de rai als ruilmiddel vervangen door de Amerikaanse dollar. Een groot deel van de rai is intussen verkocht en bevindt zich niet meer op de eilanden. Waarschijnlijk zijn er wereldwijd zo'n 6000 exemplaren te vinden. Ze zijn wel een symbool van de deelstaat geworden en staan afgebeeld op de lokale nummerborden.